# Harri Holkeri
Harri Hermanni Holkeri (6 de janeiro de 1937 - 7 de agosto de 2011) foi um político finladês, filiado ao Partido da Coligação Nacional, tendo sido primeiro-ministro de seu país entre 1987 a 1991.